# Delray Beach Open 2019
Delray Beach Open 2019 — тенісний турнір, що проходив на кортах з твердим покриттям у місті Делрей-Біч, США з 18 лютого. Належав до категорії ATP Tour 250.

## Фінальна частина

### Одиночний розряд
Раду Албот —  Ден Еванс 3–6, 6–3, 7–6(9–7)

### Парний розряд
Боб Браян /  Майк Браян —  Кен Скупскі /  Ніл Скупскі 7–6(7–5), 6–4